# نشان رازی
نشان رازی (انگلیسی: Order of Razi) یکی از نشان‌های افتخار در ایران است.
این نشان همانند نشان ابن سینا عالی‌ترین نشان ویژه کادر پزشکی ارتش شاهنشاهی بوده و دارای دو درجه می‌باشد و طبق آیین‌نامه با احراز شرایط خاص که مورد تأیید شورای عالی بهداری ارتش شاهنشاهی واقع می‌گردید، به کسانی اعطاء می‌شد که لااقل دارای دیپلم دکترا در یکی از رشته‌های پزشکی، دندانپزشکی، داروسازی، دامپزشکی یا علوم وابسته به پزشکی بودند.

## درجات نشان
نشان رازی در دو درجه اعطاء می‌گردید.

نشان درجه یک رازی
نشان درجه دو رازی

## فهرست منابع
- شاه حسینی، علی اکبر (۱۳۹۵). نشان‌ها، مدال‌ها و یادبودهای ایران دوران پهلوی (۱۳۰۴–۱۳۵۷ ش). پازینه. شابک ۹۷۸-۶۰۰-۱۸۰-۱۲۴-۲.